# Allen Dulles
Allen Welsh Dulles (/ˈdʌləs/; n. 7 aprilie 1893, Watertown⁠(d), New York, SUA – d. 29 ianuarie 1969, Georgetown⁠(d), District of Columbia, SUA) a fost un diplomat și avocat american care a devenit primul director civil al Central Intelligence Agency (CIA) și cel mai longeviv director până în prezent. În calitate de director al CIA la începutul Războiului Rece, el a supervizat lovitura de stat din Guatemala (1954), Operațiunea Ajax (răsturnarea guvernului ales al Iranului), programul aeronavelor Lockheed U-2 și Invazia din Golful Porcilor. După lui asasinarea lui John F. Kennedy, Dulles a fost unul dintre membrii Comisiei Warren care a investigat asasinarea președintelui. În perioada în care nu a îndeplinit funcții guvernamentale, Dulles a fost avocat corporatist și partener la firma de avocatură Sullivan & Cromwell. Fratele său mai mare, John Foster Dulles, a fost Secretar de Stat în timpul administrației Eisenhower.

## Primii ani
Dulles s-a născut pe 7 aprilie 1893, în Watertown, New York, ca unul din cei cinci copii ai pastorului presbiterian Allen Macy Dulles și ai soției sale, Edith F. (Foster). Era cu cinci ani mai tânăr decât fratele lui, John Foster Dulles, secretar de stat în administrația președintelui Dwight D. Eisenhower și președinte și partener superior al firmei de avocatură Sullivan & Cromwell, și cu doi ani mai în vârstă decât sora lui, diplomata Eleanor Lansing Dulles. Bunicul din partea mamei, John W. Foster, a fost secretar de stat sub Benjamin Harrison, în timp ce unchiul său prin alianță, Robert Lansing a fost secretar de stat sub Woodrow Wilson. Dulles a fost unchiul lui Avery Dulles, un preot iezuit, teolog și cardinal al Bisericii Catolice, care a predat la Universitatea Fordham din 1988 până în 2008.
Dulles a absolvit studii la Universitatea Princeton, unde a făcut parte din American Whig–Cliosophic Society, și a intrat în serviciul diplomatic în 1916. În 1920 s-a căsătorit cu Clover Todd (5 martie 1894 – 15 aprilie 1974). Au avut trei copii, două fiice: Clover D. Jebsen („Toddy”) și Joan Buresch Dulles Molden („Joan Buresch”); și un fiu, Allen Macy Dulles Jr., care a fost rănit și a rămas permanent cu handicap după Războiul din Coreea și și-a petrecut restul vieții sale sub îngrijire medicală. Potrivit surorii sale, Eleanor, Dulles a avut „cel puțin o sută” de aventuri extraconjugale, inclusiv în timpul mandatului său de la CIA.
În 1921, în timp ce se afla la Ambasada SUA de la Istanbul, el a contribuit la expunerea Protocoalelor înțelepților Sionului ca un fals. Dulles a încercat fără succes să convingă Departamentul de Stat al SUA să denunțe public falsul.

## Începutul carierei
Inițial repartizat la Viena, el a fost transferat la Berna, în Elveția, împreună cu restul personalului ambasadei la scurt timp înainte de intrarea SUA în Primul Război Mondial. Ulterior, Dulles a susținut că a primit un telefon de la Vladimir Lenin, care a solicitat o întâlnire cu Ambasada Americană pe 8 aprilie 1917, cu o zi înainte ca Lenin să părăsească Elveția pentru a călători la Sankt Petersburg, la bordul unui tren german. După ce și-a revenit de pe urma pandemiei de gripă din 1918 a fost repartizat în delegația americană de la Conferința de Pace de la Paris, împreună cu fratele său mai mare, Foster. În perioada 1922-1926 a servit cinci ani ca șef al diviziei Orientului Apropiat a Departamentului de Stat.
În 1926, el a obținut o diplomă în drept la Facultatea de Drept a Universității George Washington și a fost angajat la Sullivan & Cromwell, o firmă de avocatură din New York, unde fratele său, John Foster Dulles, era partener. El a devenit director al Consiliului pentru Relații Externe în 1927, primul director nou de la fondarea Consiliului în 1921. El a fost secretarul Consiliului din 1933 până în 1944.
La sfârșitul anilor 1920 și începutul anilor 1930, el a servit pe post de consilier juridic în cadrul delegațiilor americane pentru reducerea înarmării la Liga Națiunilor. Acolo a avut ocazia să se întâlnească cu Adolf Hitler, Benito Mussolini, ministrul de externe sovietic, Maxim Litvinov, și conducătorii Marii Britanii și Franței. În 1935 Dulles s-a întors dintr-o călătorie de afaceri în Germania îngrozit de tratamentul aplicat evreilor germani de către naziști și, în ciuda obiecțiilor fratelui său, a determinat firma de avocatură Sullivan & Cromwell să-și închidă biroul din Berlin. Ca urmare a eforturilor depuse de Dulles, biroul din Berlin a fost închis, iar societatea și-a încetat afacerile în Germania Nazistă.
Dulles a fost implicat în Operațiunea Sunrise, negocierile secrete purtate în martie 1945, pentru a aranja capitularea locală a forțelor germane din Italia de nord. Aflat după război în Europa, Dulles a servit timp de șase luni ca șef al biroului din Berlin al Office of Strategic Services (OSS) și, ulterior, ca șef al biroului din Berna. Office of Strategic Services a fost dizolvat în octombrie 1945 și funcțiile sale au fost transferate către Departamentul de Stat și Departamentul Apărării.
În timpul alegerilor prezidențiale din 1948, Dulles a fost, împreună cu fratele său, consilier al candidatului republican Thomas E. Dewey. Frații Dulles și James Forrestal au contribuit la înființarea Office of Policy Coordination. În 1949 a fost coautor al raportului Dulles–Jackson–Correa, care a criticat aspru Agenția Centrală de Informații, înființată prin Legea Securității Naționale din 1947. În mare parte ca urmare a raportului, Truman a numit un nou director al CIA, generalul-locotenent Bedell Smith.

## Cariera în cadrul CIA

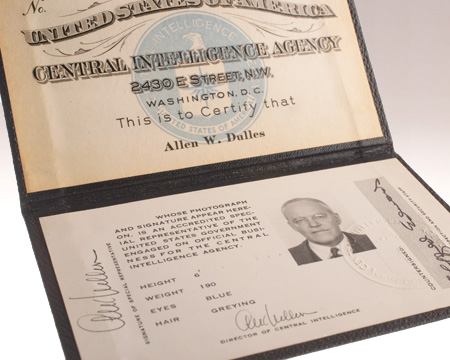
CIA Carte de IDENTITATE Allen Dulles

În 1950, Bedell Smith l-a recrutat pe Dulles pentru a supraveghea operațiunile sub acoperire ale agenției în calitate de director adjunct pentru operațiuni. În același an, Dulles a fost promovat director adjunct al CIA, al doilea în ierarhia agenției. După alegerea ca președinte a lui Dwight Eisenhower în 1952, Bedell Smith a fost mutat la Departamentul de Stat și Dulles a devenit primul civil care a îndeplinit funcția de director al Central Intelligence Agency.
Operațiunile sub acoperire ale Agenției au fost o parte importantă a noii politici de securitate națională a administrației Eisenhower cunoscută sub numele de „New Look”.
La cererea lui Dulles, președintele Eisenhower a cerut ca senatorul Joseph McCarthy să nu mai trimită citații angajaților CIA. În martie 1950, McCarthy a inițiat o serie de investigații a unor activități subversive comuniste ale Agenției. Deși nici una dintre investigații nu au relevat vreo ilegalitate, audierile au fost potențial dăunătoare nu numai pentru reputația CIA, ci și pentru securitatea informațiilor sensibile. Documentele făcute publice în 2004 au arătat că CIA, la ordinele lui Dulles, a pătruns în biroul senatorului McCarthy și a continuat să-l dezinformeze în scopul de a-l discredita pentru a opri ancheta sa cu privire la infiltrarea comunistă în CIA.
Dulles este considerat unul dintre cele fondatorii sistemului modern de informații al Statelor Unite ale Americii și a avut un rol semnificativ în programarea operațiunilor clandestine în timpul Războiului Rece. El a stabilit rețele de informații în întreaga lume pentru a cunoaște și contracara activitățile politice pe plan internațional ale statelor comuniste sovietice și est-europene.

### Lovitura de stat din Iran
În 1953, Dulles a fost implicat, împreună cu Frank Wisner, în Operațiunea Ajax, operațiune care a dus la înlăturarea primului ministru ales în mod democratic al Iranului, Mohammad Mossadegh, și înlocuirea lui cu Mohammad Reza Pahlavi, șahul Iranului. Zvonurile implicării sovietice în conducerea țării au apărut ca urmare a naționalizării Anglo-Iranian Oil Company. Diplomatul britanic Christopher Woodhouse i-a propus președintelui Eisenhower organizarea unei lovituri de stat pentru ca britanicii să recapete controlul asupra companiei petroliere.

### Lovitura de stat din Guatemala
Președintele Jacobo Arbenz Guzman din Guatemala a fost înlăturat de la putere în 1954 în urma unei lovituri de stat organizate de CIA ce a purtat numele de cod Operațiunea PBSUCCESS.
Integritatea motivației proclamate de Dulles ca „anticomuniste” pentru lovitura de stat a fost contestată, deoarece John Foster Dulles și firma de avocatură Sullivan & Cromwell au negociat obținerea de terenuri pentru United Fruit Company din Guatemala și Honduras. Allen Dulles a efectuat, de asemenea, activități juridice pentru United Fruit și a făcut parte din consiliul de administrație. Frații Dulles și Sullivan & Cromwell s-au aflat pe statul de plată al United Fruit timp de aproape 40 de ani, ceea ce a dus la acuzații de conflict de interese.

### Golful Porcilor
Mai multe încercări nereușite de asasinare a lui Castro prin utilizarea unor agenți ai CIA sau a unor disidenți cubanezi anticastriști au subminat credibilitatea CIA. Reputația agenției și a directorului acesteia s-a diminuat drastic după eșecul Invaziei din Golful Porcilor. Președintele Kennedy ar fi spus că a vrut să „spargă CIA în o mie de bucăți și să o împrăștie în vânt.” Cu toate acestea, după o „anchetă riguroasă a afacerilor, metodelor și problemelor agenției ... [Kennedy] nu a mai spart-o și nu a recomandat supravegherea Congresului”.

### Demisia

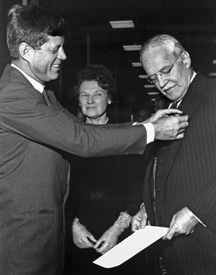
Kennedy îl decorează pe Dulles cu Medalia pentru Securitate Națională, 28 noiembrie 1961.

În timpul administrației Kennedy, Dulles s-a confruntat cu creșterea criticilor la adresa activității sale. În toamna anului 1961, după incidentul din Golful Porcilor și puciul din Alger împotriva lui Charles de Gaulle, Dulles și colaboratorii săi apropiați, inclusiv directorul adjunct pentru operațiuni Richard M. Bissell Jr. și directorul adjunct Charles Cabell, au fost forțați să demisioneze. Pe 28 noiembrie 1961, Kennedy l-a decorat pe Dulles cu Medalia pentru Securitate Națională la sediul CIA din Langley, Virginia. A doua zi, 29 noiembrie, Casa Albă a prezentat o scrisoare de demisie semnată de Dulles.

## Ultimii ani
Pe 29 noiembrie 1963, președintele Lyndon Baines Johnson l-a numit pe Dulles ca unul din cei șapte membri ai Comisiei Warren pentru investigarea asasinării președintelui american John F. Kennedy. Numirea a fost ulterior criticată de unii istorici, care au remarcat faptul că Kennedy l-a concediat și era, prin urmare, puțin probabil ca el să fie imparțial în adoptarea hotărârilor Comisiei Warren. În opinia jurnalistului și autorului Stephen Kinzer, Johnson l-a numit pe Dulles în primul rând pentru a „ghida” Comisia cum să-i interogheze pe martorii CIA și ce întrebări să le pună deoarece Johnson și Dulles au fost nerăbdători să se asigure că Comisia nu va descoperi implicarea secretă a lui Kennedy în planurile ilegale ale administrației de asasinare a lui Castro și a altor lideri străini.
În 1966, American Whig-Cliosophic Society a Universității Princeton i-a acordat lui Dulles Premiul James Madison pentru servicii publice remarcabile.
Dulles a publicat cartea The Craft of Intelligence în 1963 și a editat Great True Spy Stories în 1968.
A murit la 29 ianuarie 1969, în urma unei gripe complicate de pneumonie, la vârsta de 75 de ani, în Georgetown, D.C. El a fost îngropat în Cimitirul Green Mount din Baltimore, Maryland.